# Eurytoma aloisifilippoi
Eurytoma aloisifilippoi is een vliesvleugelig insect uit de familie Eurytomidae. De wetenschappelijke naam is voor het eerst geldig gepubliceerd in 1938 door Russo.